# 3 рублі
Три рублі — номінал грошових знаків у СРСР та Російській імперії. Трирублеві золоті червінці з'явилися у Росії ще у XVIII ст. під час реформи Петра I. У 1820-ті чеканилися платинові трирублівки. Згодом трьохрубльовий номінад став традиційним для банкнот що випускалися на території СРСР та Російської імперії. Колір банкноти — салатовий. У кінці 1980-тих почали випускатися ювілейні та пам'ятні монети номіналом три рублі.

## Держнаки Російської імперії (1898–1905)
|  |  |

## Держнак 1905–1918 років
|  |  |  |  |

## Монети СРСР
- 1987 — 70 років Великій Соціалістичній революції
- 1989 — Річниця землетрусу у Вірменії
- 1991 — 50 років ювілею перемоги під Москвою

## Монети СРСР дорогоцінних матеріалів
- 1988 — Софійський собор у Києві
- 1988 — Срібник Володимира
- 1989 — Московський Кремль
- 1989 — Перші загальноросійські монети

## Галерея

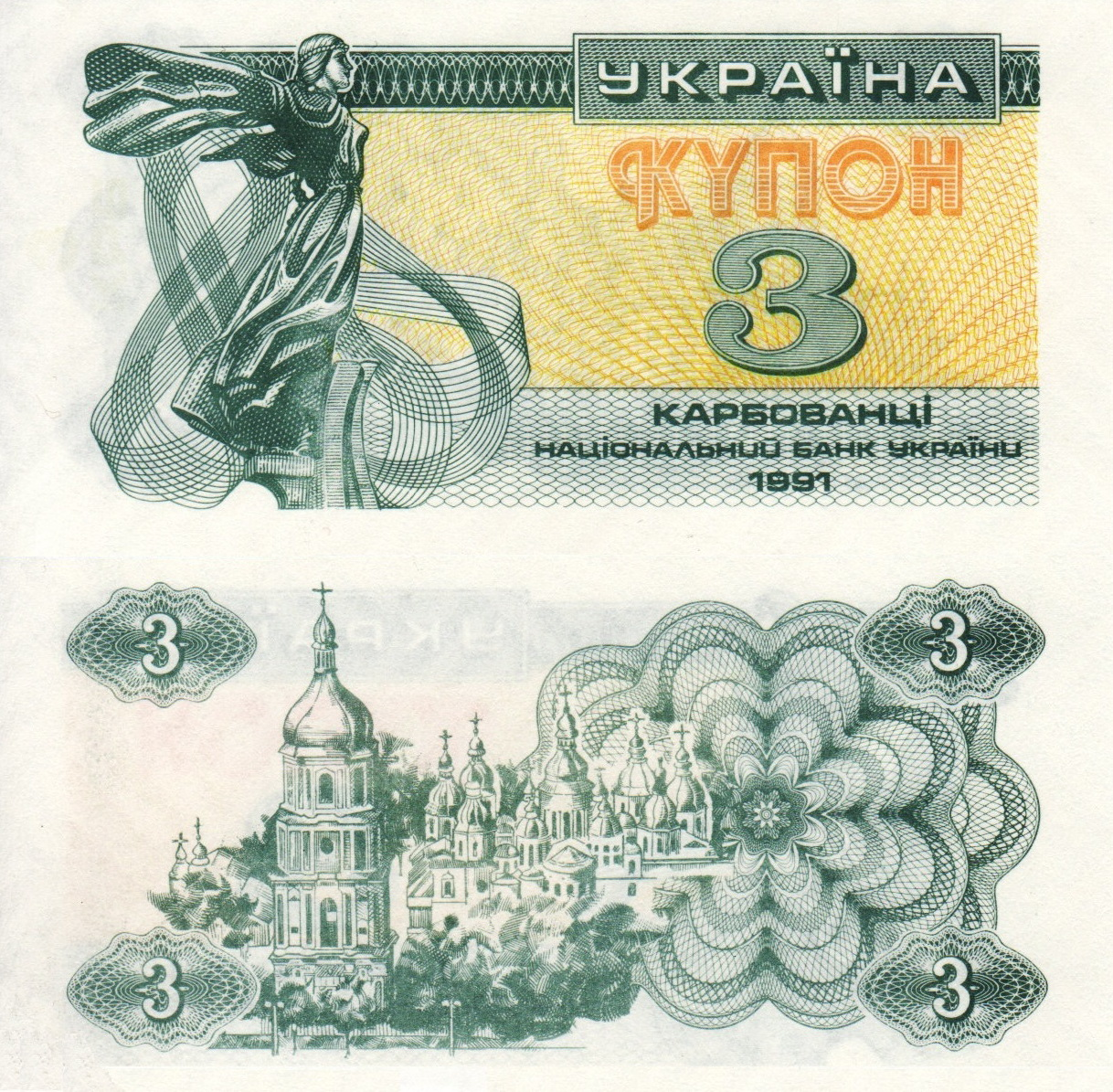
3 карбованця (1991)
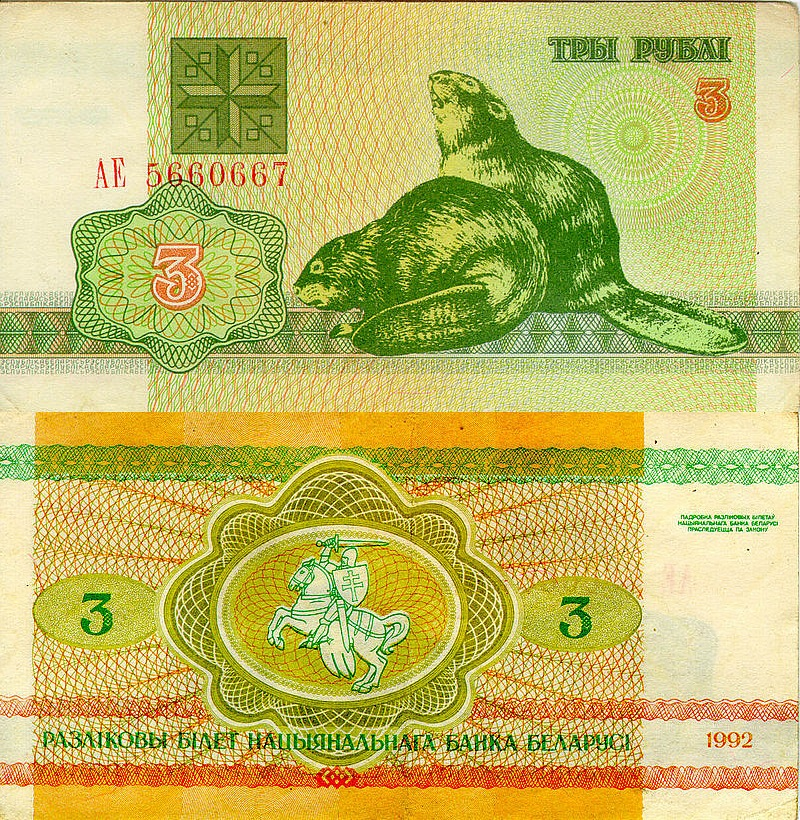
Білоруські 3 рубля(1992)